# 邹雨宸
邹雨宸（1996年7月5日—），中国职业篮球运动员，身高2.07米，司职中锋，现效力于CBA球队北京紫禁勇士。

## 生平
邹雨宸出生于辽宁省大连市，曾入选辽宁省篮球队的少年梯队，在十几岁的时候远赴八一队。
2014年，邹雨宸代表中国国家男子青年篮球队参加2014第23届U18亚青赛，助力国青队在第23届亚青赛上实现了三连冠的伟业。邹雨宸凭借亚青赛上场均得到15.3分7.8篮板，命中率为60.7%的表现，当选为这届亚青赛最佳球员、最佳前锋，并入选最佳阵容一队。
邹雨宸在2014-2015赛季开始了自己的CBA联赛新秀赛季，整个赛季邹雨宸一共代表八一出场37场，首发28场，场均获得14.0分、9.6个篮板和2.1个盖帽。
2015年1月19日，在CBA全明星星锐挑战赛中，邹雨宸代表南区队贡献了23分14个篮板5次盖帽，帮助南方星锐队108:98战胜北方星锐队，当选星锐赛的MVP。
2015年3月，邹雨宸入选了宫鲁鸣执教的中国国家男子篮球队第一批集训名单，备战在长沙举行的2015年亚洲篮球锦标赛。虽然在最后时刻未能进入12人正选名单，但是他还是跟随球队一起前往了长沙，视为第一替补，其能力得到认可。
2015年12月11日，CBA联赛第16轮南昌八一火箭主场迎战福建浔兴文旅的比赛中，第四节比赛中，福建队打出一波得分高潮后成功将比分反超。在罗凯文造泰勒犯规两罚全中后，八一队将比分追至60-61。随后，场上出现了不和谐的一幕。福建队外援杰里米·泰勒篮下强攻造成犯规，邹雨宸在跳起防守的过程中失去平衡，倒地时压在了泰勒身上。八一队的球员邹雨宸因为判罚的不满，随后恼羞成怒殴打浔兴队外援杰里米·泰勒。随后双方爆发大规模冲突，场面一度混乱，比赛也因此中断15分钟。。事后，八一队女篮名宿李昕发文声讨，邹雨宸仍不肯善罢甘休，而是发布了多条性别歧视的话语对其进行羞辱。
2016年，邹雨宸再次入选国家队，备战里约奥运会。

## 外部連結
- 邹雨宸在fiba.basketball（英语）
- 邹雨宸在archive.fiba.com（存檔）（英语）
- 邹雨宸在中国男子篮球职业联赛官網
- 邹雨宸在Basketball-Reference.com（國際）（英语）
- 邹雨宸在Eurobasket.com（球員）（英语）
- 邹雨宸在Proballers（英语）
- 邹雨宸在RealGM（球員）（英语）
- 邹雨宸在中国篮球数据库
- 邹雨宸在Olympics.com（英语）
- 邹雨宸在Olympedia（英语）
- 邹雨宸在Chinese Olympic Committee (archived)（英语）
- 邹雨宸在Flashscore（英语）